# Окулє (Млєт)
42°44′ пн. ш. 17°40′ сх. д. / 42.73° пн. ш. 17.66° сх. д.
Окулє (хорв. Okuklje) — населений пункт у Хорватії, у Дубровницько-Неретванській жупанії у складі громади Млєт.

## Населення
Населення за даними перепису 2011 року становило 31 осіб.
Динаміка чисельності населення поселення: